# Glödlampa

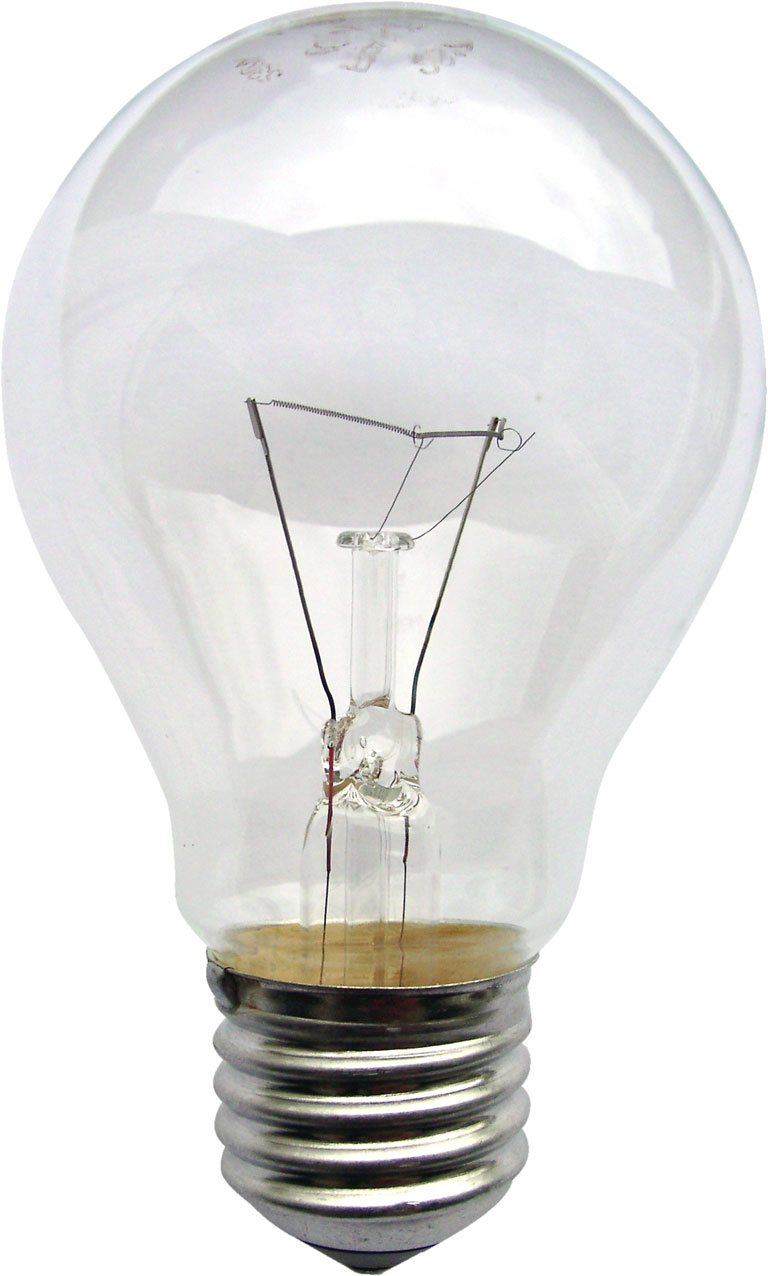
Volframlampa, 230 V, 60 W, 720 lm, skruvsockel E27, höjd cirka 110 mm.

Volframlampa. 1. Glaskolv, 2. Gas, 3. Glödtråd, 4, 5. Kontakttråd till yttre spänningsanslutning, 6. Stödtrådar, 7. Glashållare, 8. Anslutningspunkt till sockel, 9. Gänga, 10. Isolering, 11. Spänningsanslutningspunkt

Glödlampa är en ljuskälla där ljuset åstadkoms genom att en tråd av ett elektriskt ledande material upphettas till stark glödning av en elektrisk ström.

## Hur glödlampan fungerar
Glödlampan har en glödtråd som ljuskälla. Glödtråden är innesluten i en syrefri glaskolv, som i sin tur är fastsatt i en metallsockel och elektriskt ledande trådar går från glödtrådens ändar ut genom sockeln. Glödtrådens elektriska motstånd gör att den blir het då ström leds genom och glödtråden strålar därmed, med tämligen stor noggrannhet, som en svartkroppsstrålare och avger ljus och värme.
Glödtråden måste tåla hög temperatur och tillverkas av osmium, tantal, kol eller volfram, varav det sistnämnda är det vanligaste (se volframlampa). Ju högre temperatur tråden tål, desto större del av den utstrålade effekten är inom det synliga området. I kupan finns antingen ett vakuum eller en inert gas (ofta en ädelgas såsom argon), vars syfte är att minska tillgången på ämnen som glödtråden kan reagera med. I närvaro av exempelvis syrgas skulle glödtråden fatta eld och förbrännas på ett ögonblick.

## Olika sorters glödlampor
Glödlampor är ofta avsedda för en spänning på 230 eller 240 volt (tidigare 220 V), men också andra spänningar används, exempelvis 6, 12, 24, 48, 110 och 400 volt. De vanligaste effekterna är 7, 15, 25, 40, 60, 75, 100, 150 och 250 watt, men det finns glödlampor från under en watt upp till flera tusen watt.

### Sockeln
Sockeln på glödlampor fungerar som fästanordning för lampan och är ofta en skruvsockel, Edisongänga, med 27 eller 14 mm sockeldiameter (betecknas E27 resp E14) men också andra skruvsocklar (E5, E5,5, E10,  E40, samt – i Nordamerika men knappast i Europa – E12 och E33) förekommer. E27 används för normallampor. E14 kallades förr mignon. Den största sorten E40 kallas även Goliat (E40).
En annan viktig sockelgrupp är bajonettsocklar: B22 med 22 mm sockeldiameter används för normallampor och motsvarar E27; mot E14 svarar B15. Swansockel är en traditionell benämning på B22 och B15, där strömtillförseln sker via två kontaktpunkter i sockelns botten, vilka trycker mot ett par  spiralfjäderbelastade stift i lamphållaren, medan sockelns metallcylinder inte är spänningsförande och därför inte behöver beröringsskyddas. Swansockeln är särskilt lämplig i vibrerande miljö, där edisonsockeln gärna lossnar av vibrationerna, t.ex. ombord på fartyg och spårvagnar eller i julgransbelysningar för utomhusbruk. I åtskilliga länder (Storbritannien, Frankrike m.fl.) används swansockel snarare än edisonsockel för hushållsbruk. För användning bl.a. i motorfordon finns socklar med beteckningar på Ba följt av en siffra som anger sockeldiameter i mm, exempelvis Ba9. Sådana socklar kan ibland förses med suffixen s (single) eller d (double) för att ange en resp. två kontaktpunkter i botten på hållaren. Ba9s kan förekomma i två varianter: med bajonettens tappar antingen nära botten på sockeln (låg bajonett, vanligast) eller högre upp, alldeles intill glaset (hög bajonett, mindre vanligt). 
G-sockel förekommer på mindre glödlampor av typen halogen.

### Kaschering

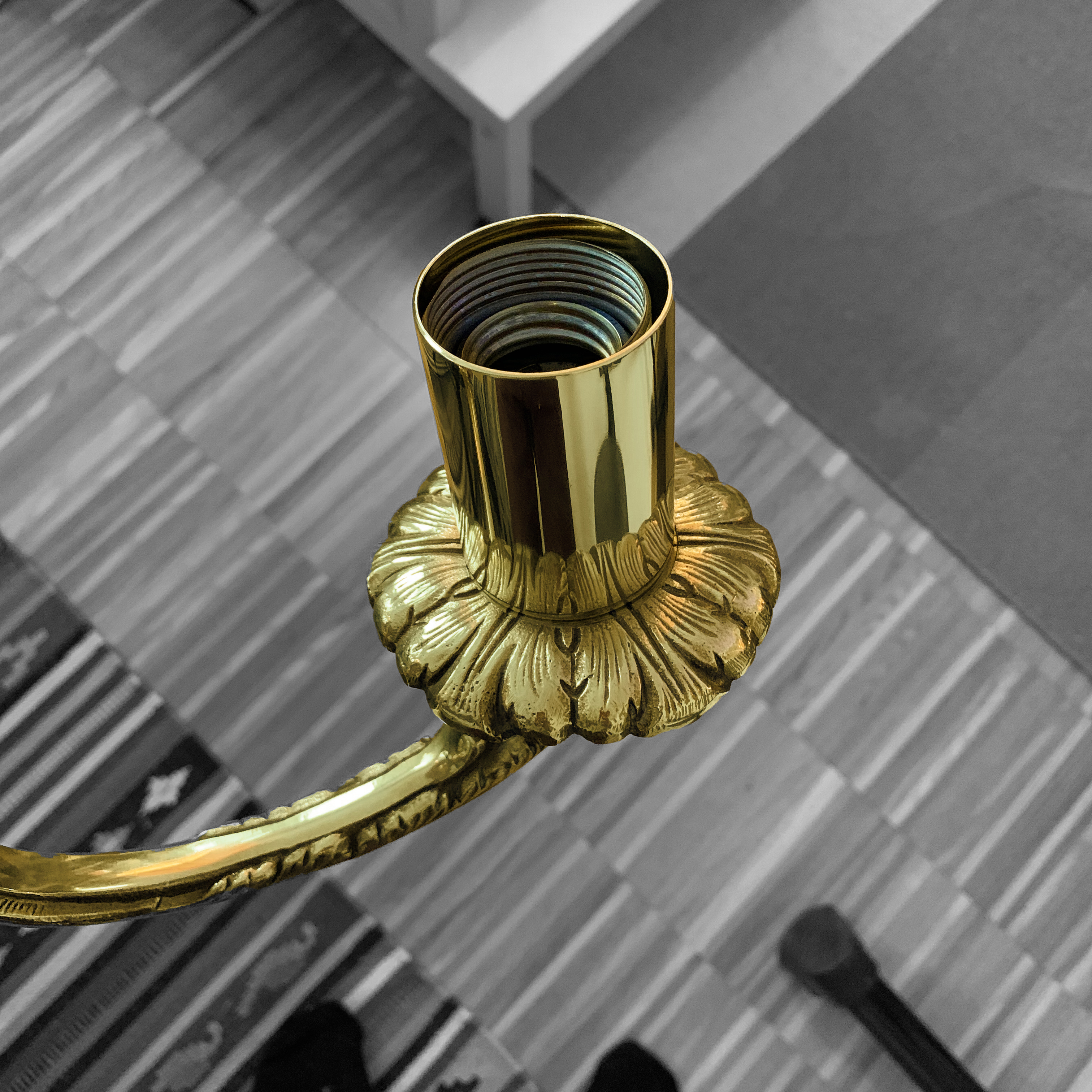
Kaschering av blankpolerad mässing för att dölja lamphållare.

Kaschering, av franska cacher som betyder "dölja", avser en hylsa eller kopp som lamphållaren sitter monterad i. Kaschering har som främsta uppgift att höja estetiken på belysningsarmaturen.

### Många olika former
Glödlampor finns i många former som till exempel kron-, klot-, signal-, glob-, vriden-, miniatyr-, reflektor-, skruvad topp-, opalrörs-, päron-, spol-, ficklamps-, trädgårds-, värme-, symaskins-, ugns-, kylskåps-, lykt-, kyrk-, tub-, flickerflame-, bras-, insekts-, blacklight-, dagsljus-, rörglödlampa och de kan vara matta, klara, opaliserade eller färgade. Glaskolven i reflektorlampor kan vara förspeglad i toppen eller botten för att rikta ljuset från glödlampan.

## Halogenlampor

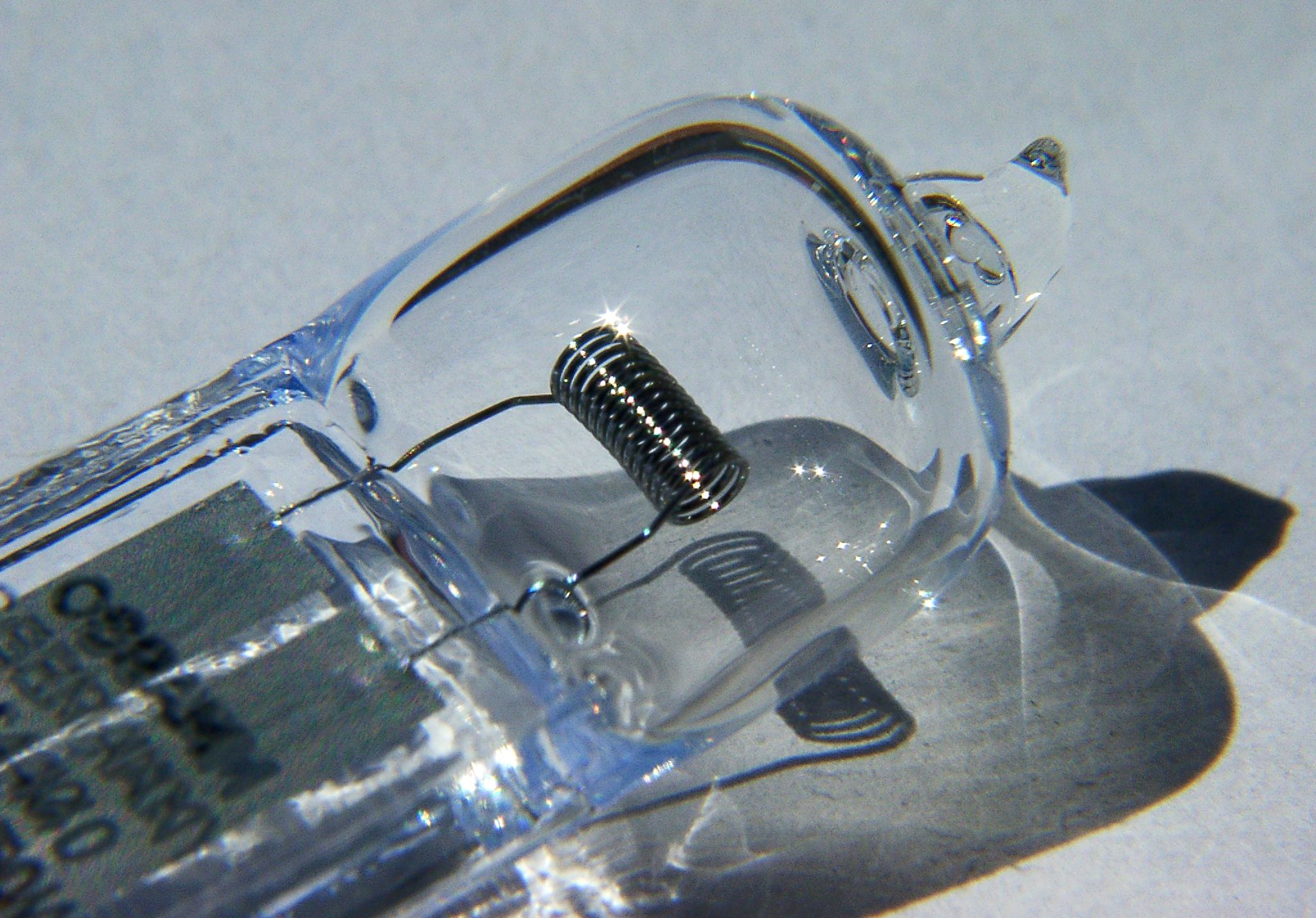
Halogenlampa

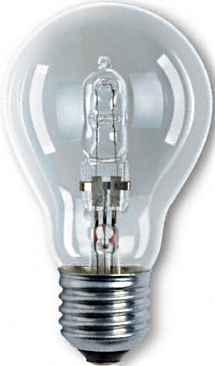
Halogenlampa med E27 sockel som drar mindre ström men levererar lika mycket ljus som motsvarande 60W glödlampa.

Under 1960-talet kom halogenlampor, som innehåller en halogen, till exempel jod, som förgasas i värmen och hjälper till att minska svärtning av glasets insida orsakad av förångning av glödtråden. Lampan bevarar därför bättre ursprungligt ljusutbyte under lampans hela användningstid. Halogenlampor kan göras med mycket små dimensioner, men blir mycket heta. Anslutningen sker hos lågspänningslamporna oftast med små stift, som kommer ut direkt från glaset. Typen kallas G-sockel. Det tal i beteckningen som följer på bokstaven G avser avståndet mellan kontaktstiften, mätt i mm. Halogenlamporna drivs ofta med klenspänning (6–12 V), men det finns också halogenlampor för nätspänning (t.ex. 230 V). Effekterna varierar från omkring 1 W i ficklampor upp till ett par kilowatt för fotolampor och byggstrålkastare. De högsta effekterna är rörformade lampor upp till ett par decimeter långa med kontaktdon i ändarna.

## Användning
Vanliga glödlampor används främst som hembelysning, stämningsbelysning i hem och restauranger, i julskyltning och andra festliga tillfällen. Speciallampor används i allt från signalsystem till ficklampor. Speciella värmelampor (jämför infraröd strålning) används inom bland annat sjukvården, industrin, restauranger och i djuruppfödning.  
Glödlampan ger nästan omedelbart efter att strömmen slagits på ett ljus med ett brett spektrum som uppfattas som varmare än de flesta typer av lysrör (vilka dessutom kan ha en fördröjning på ett antal sekunder när de tänds). Det varma ljuset uppskattas särskilt i Norden, medan en något kallare ljusfärg brukar föredras i varmare/ljusare delar av världen. Den har ett kontinuerligt spektrum och högsta möjliga färgåtergivning (Ra 100). Vidare kan den användas med dimmer, varvid strömförbrukningen minskas och livslängden förlängs. En skillnad mot andra ljuskällor är att ljuset går åt det röda hållet när lampan dimmas, vilket inte sker med till exempel lysrör och lågenergilampor.
Glödlampan är temperaturtålig. Den fungerar, till skillnad från lysrör och lysdiodslampor, även vid låga och höga temperaturer, det vill säga lika bra i frysen som i ugnen. Den är dock känslig för mekaniska stötar, vibrationer och spänningstoppar. Den innehåller få och enkla delar och är därmed billig och enkel att tillverka och återvinna.
Glödlampan har en begränsad livslängd. Detta beror på att den tunna glödtråden långsamt förgasas vid den höga temperaturen. Ju tunnare glödtråd desto kortare livslängd. Låg effekt (W) kräver högt motstånd = tunn tråd = kort liv. Hög spänning (V) kräver också tunn tråd för att ge högt motstånd = kort liv. Låg temperatur ger kraftigt ökad livslängd men sämre verkningsgrad. Glödlampor för säkerhetssystem, t.ex. trafikljus och järnvägssignaler har lägre spänning och därmed tjockare glödtråd, samt lägre temperatur.
Glödlampans låga verkningsgrad gör att endast cirka 5 procent av den tillförda elektriska effekten avges som synligt ljus. Lysrör har 3-4 gånger högre verkningsgrad.

### Lampor till bilar
- Huvudartikel: Billamptyper

12 V-lampor för montering i personbilar och 24 V-lampor för lastbilar har ofta en effekt på 5 W eller 21 W. Dessa används till körriktningsvisare, bromsljus eller bakljus; det finns för detta ändamål även glödlampor med två glödtrådar, på 5 respektive 21 watt, alltså en kombinerad bak- och bromsljuslampa. Halogenlampor används företrädesvis till bilens halv- och helljus, även dessa kan ibland har två glödtrådar, H4-lampan, men många modernare bilar har idag istället xenonljus, se även uppslagsordet "framlykta".
Mycket små och ljusstarka glödlampor förekommer också, framförallt som parkeringsljus, instrumentbelysning och skyltbelysning.

### Miniatyrlampor
Mycket små halogenlampor, ofta med hög effekt, finner man i olika sammanhang, exempelvis i medicinteknisk apparatur: otoskop, oftalmoskop eller i andra optiska instrument. Små glödtrådslampor används även som signallampor i olika sammanhang. Inom modelljärnvägshobbyn och övrig modellhobby förekommer mycket små lampor. Dessa kallas ofta dvärgglödlampor eller vetekornslampor och används till olika belysningar: i lokens strålkastare eller i små gatlyktor. De ersätts idag alltmer med olika lysdioder.

## Glödlampans historia
Vid behandling av frågan om vem som uppfann glödlampan, listade  historikerna Robert Friedel och Paul Israel 22 uppfinnare av glödlampan som föregick  Joseph Swan och Thomas Edison. De drog slutsatsen att Edisons version kunde överträffa de andra på grund av en kombination av tre faktorer: en effektiv glödtråd, en högre grad av vakuum än andra kunde uppnå (med hjälp av Sprengelpumpen) och en hög resistans som gjorde kraftdistribution från en centraliserad källa ekonomiskt lönsam.
Historikern Thomas Hughes har tillskrivit Edisons framgång hans utveckling av ett komplett integrerat system för elektrisk belysning.
Lampan var en liten komponent i hans system för elektrisk belysning och ingen del var mer kritisk för att den fungerade effektivt än Edisons generator "Jumbo", Edisons huvud- och matarledningar och systemets parallelldistribution. Andra uppfinnare med generatorer och glödlampor och med jämförbar uppfinningsrikedom och kompetens, har länge varit bortglömda eftersom deras skapare inte stod i ledningen för utvecklingen av ett belysningssystem.–Thomas P. Hughes, In Technology at the Turning Point, edited by W. B. Pickett

### Förkommersiella experiment och patent
Sir Humphry Davy, en engelsk apotekare, fick 1801 remsor av platina att lysa genom att leda en elektrisk ström genom dem, men remsorna förångades för snabbt för att vara användbara som ljuskälla. År 1809 skapade han den första båglampan genom att skapa en ljusbåge mellan två koltrådar kopplade till ett batteri. När uppfinningen demonstrerades år 1810 blev uppfinningen känd som Davylampan.
År 1835 demonstrerade James Bowman Lindsay ett konstant elektriskt ljus vid en konferens i Dundee i Skottland. Han konstaterade att han kunde läsa en bok på ett avstånd av en halvmeter, men efter att ha finslipat uppfinningen för nöjes skull, ägnade han sig åt problemet med trådlös telegrafi i stället för att vidareutveckla glödlampan.
Warren de la Rue inneslöt 1840 en spiral av platina i ett vakuumrör och lät en elektrisk ström gå genom platinaspiralen. Konstruktionen byggde på tanken att platinans höga smältpunkt borde få den att fungera, och att det lufttomma utrymmet borde innehålla färre gasmolekyler som skulle kunna reagera med platinan, vilket i sin tur skulle leda till längre hållbarhet. Platinans smältpunkt på 1775oC gjorde att ljusutbytet blev dåligt. Platinans kostnad var ett problem. Ingen normal privatperson skulle ha råd med den dyra lösningen.
Frederick de Moleyns (från England) var 1841 den första som fick patent på en glödlampa. Denna glödlampa var konstruerad så, att den utnyttjade pulvertäckt kol som upphettades mellan två platinatrådar. År 1845 fick amerikanen John W. Starr patent på sin glödlampa, vilket innefattade användning av koltråd. Han dog kort efter att han fått patentet. Utöver den information som finns i själva patentbrevet så är inte mycket känt om honom.
Den tyska uppfinnaren Heinrich Göbel utvecklade 1854 den första moderna glödlampan med en karboniserad bambuglödtråd i en vakuumkula i syfte att förhindra oxidation. Under de följande fem åren utvecklade han vad många kallar den första praktiskt användbara glödlampan. År 1851 höll Jean Eugène Robert-Houdin en offentlig demonstration på sitt gods i Blois, Frankrike. Hans glödlampa är permanent utställd i Château de Blois' museum.
A. N. Lodygin uppfann en glödlampa år 1872 och fick 1874 patent på sin uppfinning. 
I december 1879 visar Edison upp sin första fungerande glödlampa. Andra namn som nämnts som glödlampans uppfinnare är Joseph Wilson Swan, Hiram Maxim, Warren De La Rue samt Heinrich Göbel. Heinrich Göbel byggde den första fungerande glödlampan över två decennier före Edison. Alexander Nikolajevitj Lodygin utvecklade volframlampan under samma tid. Många andra har också deltagit i utvecklingen av produktion av elektriskt ljus.

### Kommersiell utveckling
Joseph Wilson Swan (1824–1914) var en fysiker och kemist född i Sunderland, England. År 1850 började han försök med karboniserade (förkolnade) pappersglödtrådar i en luftfri glasbubbla. År 1860 var han beredd att demonstrera en fungerande anordning, men avsaknaden av bra vakuum och tillräcklig elektricitet gjorde lampan till en ineffektiv ljuskälla med kort livstid. När effektivare vakuumpumpar blev tillgängliga 1870 fortsatte Swan med sina experiment. År 1878 fick Swan brittiskt patent på sin anordning. Swan anmälde sina framsteg till Newcastle Chemical Society på en föreläsning i februari 1873. I Newcastle demonstrerade han en fungerande lampa som utnyttjade kolfiberglödtråd, men 1877 hade han övergått till tunna kolstavar. Det viktigaste i Swans lampa var att det var mycket lite kvarvarande syre i vakuumröret som skulle kunna reagera med glödtråden, vilket gjorde att glödtråden kunde glöda nästan helt vitt utan att fatta eld. Detta år började han installera glödlampor i hushåll och gatubelysning, och vid början av 1880-talet startade han ett eget företag.

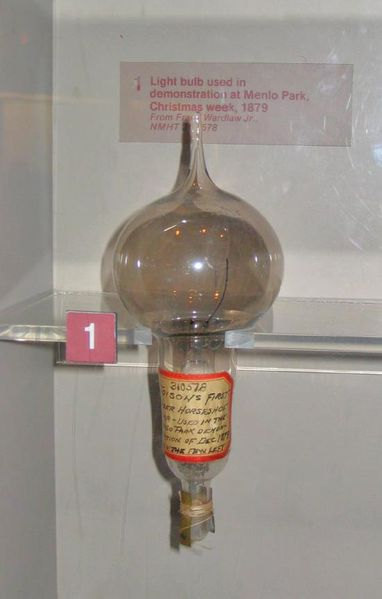
Thomas Edisons första glödlampa.

På andra sidan Atlanten skedde en parallell utveckling av glödlampan. Den 24 juli 1874 inlades en ansökan om kanadensiskt patent för "The Woodward and Evans light" av en medicinsk elektriker från Toronto vid namn Henry Woodward och hans kollega Mathew Evans. De byggde sina lampor av olika stora kolglödtrådar fästa mellan elektroder i glasglober fyllda med kväve. Woodward och Evans försökte kommersialisera sin lampa, men misslyckades. Trots det ansåg Edison att deras försök var lovande, och han köpte rättigheterna till deras patent i Kanada och USA innan han påbörjade ett eget projekt för utveckling av glödlampor.
Thomas Edison började på allvar experimentera för att få fram en praktiskt användbar glödlampa 1878. Efter många experiment med glödtrådar av platina och andra metaller återgick Edison till glödtrådar av kol. Det första lyckade försöket utfördes den 21 oktober 1879 och varade 13½ timme. Edison fortsatte att förbättra sin konstruktion, och 1880 fick han patent på en lampa med karboniserad bambuglödtråd, som höll i över 1 200 timmar. Edison och hans medarbetare lyckades inte skapa glödtrådar för kommersiellt bruk förrän sex månader efter att hans patentansökan hade beviljats. Bambun förstärktes senare med en cellulosahinna som infördes i produktionen runt 1882.
År 1878 startade Hiram Maxim ett lampföretag för att exploatera sina och William Sawyers patent. Hans United States Electric Lighting Company var det första efter Edison som sålde användbara elektriska glödlampor. De gjorde sin första kommersiella installation av glödlampor på Mercantile Safe Deposit Company i staden New York hösten 1880, cirka sex månader efter att Edison-lampan blivit installerad på hjulångaren Columbia. I oktober 1880 tog Maxim patent på en metod att täcka koltråden med kolväte i syfte att förlänga dess livslängd. Lewis Latimer, då anställd hos Maxim, utvecklade en förbättrad metod att värmebehandla tråden, något som minskade risken att den skulle gå av samt gjorde att den kunde böjas till nya former, såsom den karakteristiska "M"-formen på Maxim-trådar. Den 17 januari 1882 fick Latimer patent på "metoden att tillverka koltråd," en förbättrad metod att producera lampglödtråd som sedan köptes av United States Electric Light Company. Latimer patenterade även andra förbättringar, såsom ett bättre sätt att fästa glödtråden vid dess upphängningstrådar.
I Storbritannien slogs Edisons och Swans firmor ihop och blev the Edison and Swan United Electric Company (vilket senare blev Ediswan, som så småningom blev Thorn Lighting Ltd). Edison var ursprungligen emot denna sammanslagning, men efter att Swan stämt honom och vunnit, var Edison nödgad att samarbeta och fusionen kom till stånd. Så småningom lyckades Edison komma över Swans del i firman. Swan sålde sina patent till Brush Electric Company i juni 1882. Swan skrev senare att Edison hade större rätt till lampan än han hade, för att kunna skydda Edisons patent mot stämningar i USA. År 1881 blev Savoy Theatre vid The Strand i London den första offentliga byggnad i världen som lystes upp enbart med elektriskt ljus.

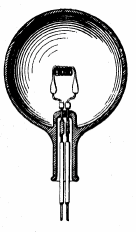
Thomas Edisons patent på en förbättrad elektrisk lampa, 27 januari 1880.

År 1882 installerades den första julgransbelysningen bestående av miniglödlampor. Det skulle dock dröja många år innan sådana blev vanliga i hemmen. Patentverket i USA fastslog 1883 att Edisons patentansökningar baserades på tidigare verk av William Sawyer och därför var ogiltiga. Tvisten pågick flera år. Slutligen, den 6 oktober 1889, avgjorde en domare att Edisons påstådda lampförbättringpatent "koltråd med högt motstånd" var giltigt. På 1890-talet arbetade den österrikiske uppfinnaren Carl Auer von Welsbach (senare grundare av Osram) på en glödlampa, först med tråd av platina, sedan av osmium, och skapade en fungerande version 1898. Samma år tog han patent på sin osmiumlampa och 1902 började han sälja den; det var den första metalltrådsglödlampan på marknaden. Strax därefter kom Siemens & Halske ut med en tantallampa.
Walther Nernst, en tysk fysiker och kemist, utvecklade 1897 Nernstlampan, ett slags glödlampa där en keramisk stav av kiselkarbid som inte behövde inneslutas i vakuum eller gas upphettas tills den glöder och utstrålar ljus. Då Nernstlampan var dubbelt så effektiv som koltrådslampor, blev den populär ett kort tag, innan lampor med metallglödtråd tog över marknaden. År 1903 uppfann Willis Whitnew en metallöverdragen koltråd som inte skulle svärta lampkolven. (Några av Edisons experiment med denna svärtning ledde till upptäckten av termisk elektronemission och uppfinnandet av elektronröret.) 
Ungrarna Sándor Just och Ferenc Hanaman fick 1904 ungerskt patent (nr 34541) på en volframglödtrådslampa som hade längre livslängd och gav mer ljus än en koltrådslampa. Volframlampor marknadsfördes först av det ungerska företaget Tungsram 1905, så denna lamptyp kallas ofta Tungsram-lampor i vissa europeiska länder. Av ett kilo wolfram fick man trådar till 50.000 lampor.
År 1906 patenterade General Electric Company en metod för att göra volframglödtrådar för glödlampor. Sintrade volframglödtrådar var dyra, men 1910 hade William David Coolidge (1873–1975) uppfunnit och förbättrat metoden att tillverka volframglödtrådar. Volframglödtrådens livslängd överträffade alla andra typer, och Coolidge fick kostnaden att bli rimlig. Irving Langmuir upptäckte  1913 att om man i stället för att använda sig av vakuum fyllde glaskolven med en inert gas, fick man dubbelt så starkt ljusflöde och minskad svärtning av glaskolven. År 1924 tog Marvin Pipkin, en amerikansk kemist, patent på en metod att frosta insidan av glaset utan att försvaga det och 1957 tog han patent på metoden att täcka insidan av lampan med kiseldioxid. 
År 1930 fyllde ungraren Imre Bródy lampkolven med gasen krypton i stället för argon. Han använde krypton- och/eller xenon-fyllning i lamporna. Då den nya gasen var dyr, utvecklade han med sina kolleger en teknik för att utvinna krypton från luft. Produktionen av kryptonfyllda lampor baserade på hans upptäckt började i Ajka 1937, i en fabrik som ritats av Polányi och den ungerskfödde fysikern Egon Orowan. 
År 1964 hade förbättringarna och produktionen av glödlampor reducerat kostnaden för att tillhandahålla en given kvantitet ljus med en faktor på 30, jämfört med kostnaden för Edisons ljussystem.

## Användning av glödlampor

### Användning i Sverige
I Sverige blev glödlampan vanlig på 1910-talet. Det var först då som glödlampan började betraktas som standardutrustning i hemmet, och från den tiden finns många berättelser om när människor fick sin första glödlampa uppsatt, oftast i samband med att de fick tillgång till elektricitet.
Glödlampan blev en succé, och på bara 10 år förvandlades den från att ha varit ett okänt fenomen till att bli en självklarhet på de flesta verkstäderna, kontoren, butikerna och i hemmen. Den snabba spridningen av glödlampor ledde till allmänheten successivt ändrade uppfattning om mörker. Den gamla idén om att natten enbart var för vila blev föråldrad, nu när man kunde arbeta när som helst på dygnet, tack vare glödlampans ljus. Glödlampans introduktion ledde också till att samhällets alla skikt använde sig av samma ljuskälla, för första gången i modern historia.
Ett viktigt skäl till glödlampans snabba spridning var första världskriget. Under början av 1900-talet var fotogenlampan den vanligaste ljuskällan, men när kriget började och importerna försvårades minskade också tillflödet av fotogen. Det resulterade i att priset på fotogen ökade snabbt. Därför började många söka sig till andra ljuskällor, däribland glödlampan. Genom hela landet rann också många älvar och vattendrag. Det förenklade elektrifieringsprocessen av landet, och därmed spridningen av glödlampan. På så sätt var Sverige unikt jämfört med många andra länder i Europa, som fick glödlampor först under mellankrigstiden.

## Förbud

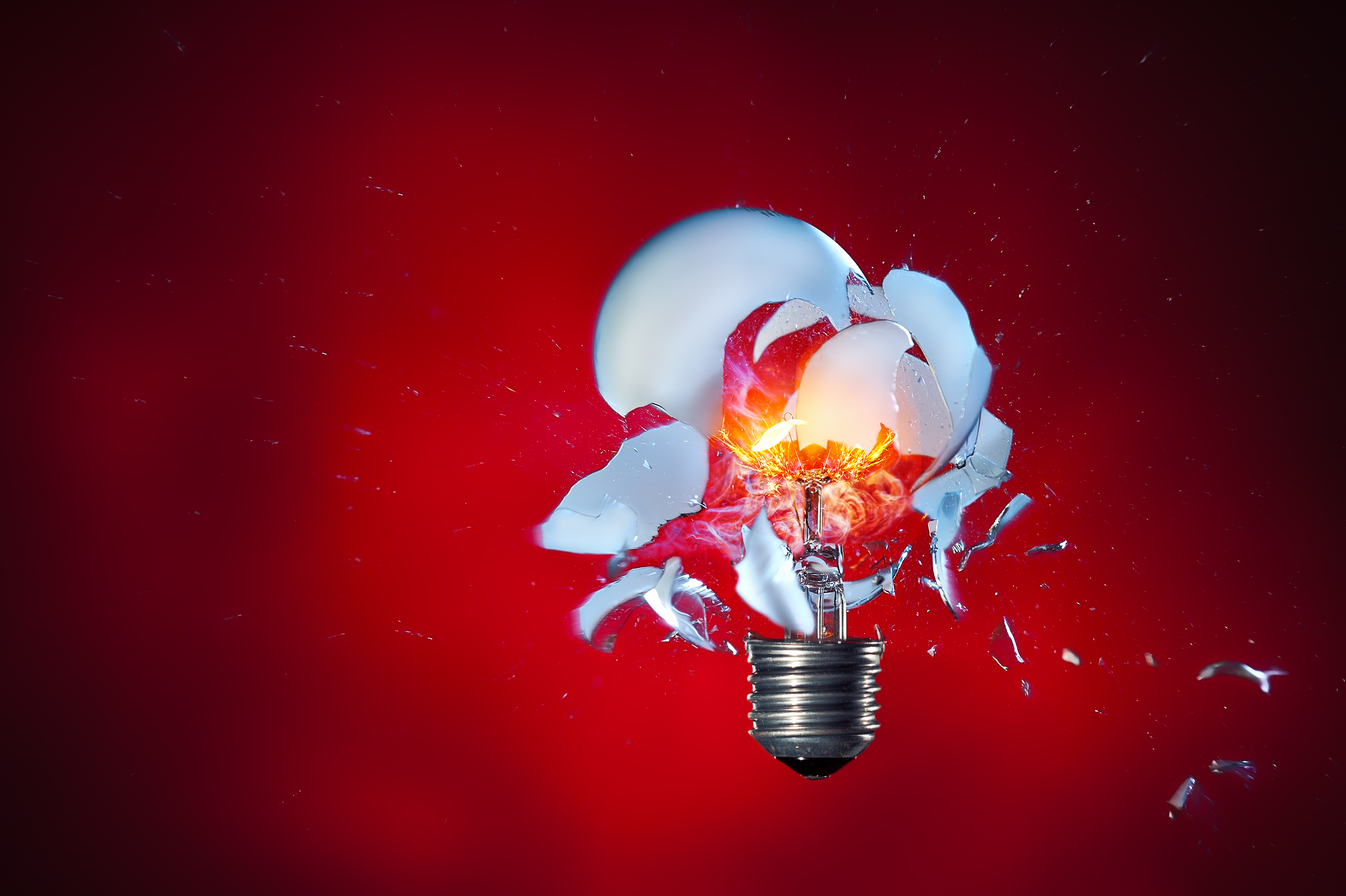
En sönderskjuten glödlampa.

Glödlampor har en relativt låg verkningsgrad och förbrukar mycket elektrisk energi i förhållande till det ljus de ger. Detta har fått flera länder att förbjuda glödlampor i syfte att spara energi. 

### Världen
Brasilien och Venezuela var de första länderna som påbörjade utfasning av glödlampor 2005. USA fattade beslut 2007. Australien och Nya Zeeland fattade beslut om påbörjad utfasning före 2010, Kanada 2012.[källa behövs]
Växande motstånd har dock medfört att Nya Zeeland upphävt förbudsbeslutet, Kanada har skjutit upp det, USA kongressen har blockerat federal övervakning och delstater har överklagat lokalt  (Texas har sedermera åter gjort glödlampor legala), medan EU ser över reglerna 2014 .

### EU och Sverige
I december 2008 beslöt EU att glödlampan skulle fasas ut före 2013 med början från  september 2009, då det blev importförbud för alla matta glödlampor samt klara glödlampor från 100 watt och uppåt, samtliga matta halogenlampor, klara halogenlampor 75 W till 500 W som har energiklass D eller sämre samt lågenergilampor energiklass B eller sämre. I september 2012 blev det definitivt förbjudet att tillverka glödlampor men de som fanns i lager fick säljas.

#### Ifrågasättande och debatt
Förbudet har kritiserats från olika håll, där det mesta rörande glödlampsalternativen (främst LED-, lysrörs- och halogenlampor) faller inom följande områden:
1) Ljusutbyte och färgåtergivning, där glödlampan anses ligga närmare naturliga ljuskällor.
2) Tekniska problem, som tolerans mot temperatursvängningar, fukthalt, korta intervall mellan tändning och släckning o.s.v.
3) Kostnad,  är betydligt dyrare i inköp och besparingen i lägre förbrukning och längre livslängd inte är tillräckliga för att kompensera detta. Detta visar sig dock var fel med en enkel beräkning: Om en lampa antas hålla 10 000 timmar och lågenergivarianten sparar 60 W, så innebär det 600 kWh under hela livstiden. Privatpersoner i Sverige betalar minst 50 öre per kWh, vilket innebär 300 kr i besparing, vilket är minst dubbelt så mycket som lampan lär ha kostat
4) Den totala miljöpåverkan under hela livscykeln, då alternativen är mer energikrävande att framställa och framför allt lysrörslamporna -- i motsats till glödlamporna -- innehåller tungmetaller såsom kvicksilver. Forskning har dock visat att energiförbrukningen under användning utgör 96 till 98 % av den totala energiförbrukningen under en LED-lampas livstid. Eftersom energiförbrukningen under användning är en bråkdel för LED-lampor jämfört med vanliga glödlampor råder inget tvivel om att LED-lampor är mer energieffektiva under hela livscykeln.
5) Nyttan med ett förbud, när belysningen vid tidpunkten för beslutet utgjorde mindre än 5 % av normalhushållets strömförbrukning.

## Hälsa och miljö
Tungmetallen bly användes tidigare i sockel, vilket orsakade miljöproblem. Efter att ljuskällor i Sverige hade identifierats som en av de största enskilda källorna till utsläpp av bly blev det 2001 lag på att insamla och återvinna glödlampor. I och med RoHS-direktivet begränsades 2006 användningen av bly i nya elektroniska produkter, inklusive ljuskällor, inom EU. Lamptillverkare har sedan dess bytt ut blyet mot annat material. Kvicksilver-innehållet i ersättande lågenergilampor har dock medfört obligatorisk insamling och återvinning av sådana lampor.

## Alternativ till glödlampan
- Lysrörslampor drar mindre energi men har lite sämre färgåtergivning än glödlampor (Ra 82). De tappar ljus vartefter de åldras och är temperaturkänsliga. Dessutom innehåller de kvicksilver som är mycket farligt för hälsan och miljön. Lågenergilampor innehåller styrelektronik och till en början var de mycket dyra, priset har dock minskat markant, bland annat genom stora produktionsvolymer.
- Lysdiod-lampor (LED- och högeffektslysdiods-lampor) drar ännu mindre energi men har lite sämre färgåtergivning än glödlampan (Ra 70-85). De är temperaturkänsliga men inte stötkänsliga, innehåller inga tungmetaller, har extremt lång livslängd under rätt förhållanden, och tappar gradvis i ljusstyrka.
- Halogenlampor  ser ut som standardglödlampor, kronljuslampor eller reflektorlampor till formen och ger liknande varma, högkvalitativa ljus som glödlampor. Halogenlampor drar typiskt 30 procent  mindre el, kan vara längre, och innehåller varken  bly eller kvicksilver.[26][27]  Från 1 september 2018 är det dock inte längre tillåtet att tillverka eller importera halogenlampor inom EU.[28]

Strömåtgången kan ses på lampors energimärkning.

## Glödlampor i konst och kultur
Glödlampor brukar förekomma i tecknade serier för att illustrera att någon får en idé.